# Пиранка
Пиранка — річка в Білорусі у Гродненському районі Гродненської області. Права притока річки Котри (басейн Німану).

## Опис
Довжина річки 44 км, похил річки 0,4 м/км, площа басейну водозбору 622 км², середньорічний стік 3,5 м³/с. Формується притоками та безіменними струмками.

## Розташування
Бере початок із озера Молочне. Тече переважно на південний схід через озера Біле та Рибиця і на південній околиці села Гущиці впадає в річку Котру, праву притоку Німану. Ділянка річки від витоку до озера Біле має назву Хомутівка.